# Guerre de mouvement
Pour les autres significations, voir Guerre de mouvement (1914).
La guerre de mouvement est une stratégie militaire utilisant des déplacements rapides et efficaces pour remporter une bataille.

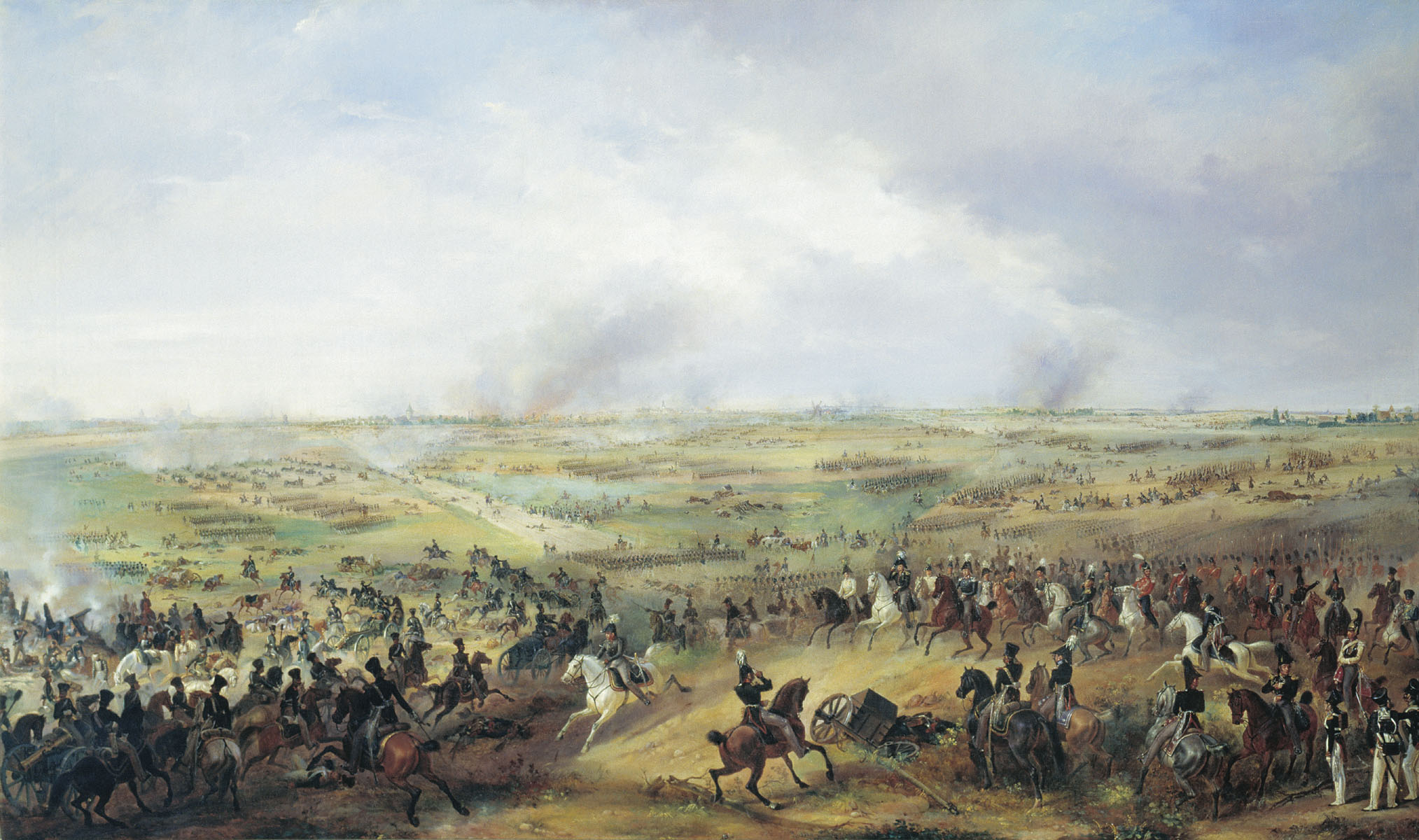
Point culminant des guerres napoléoniennes avec ses 400000 hommes engagés, le déroulement de la bataille de Leipzig illustre la guerre de mouvement dans la campagne d'Allemagne de 1813, liée à la sixième coalition européenne contre l'Empire français.

Elle a été théorisée au XIXe siècle, par l’analyse des guerres napoléoniennes et fut utilisée au début et en fin de la Première Guerre mondiale. Elle repose principalement sur l'utilisation d'infanterie légère et de cavalerie. Cette stratégie fut utilisée pendant des siècles par les armées antiques et médiévales, donnant lieu à des mouvements de troupes de plusieurs milliers d'hommes et à des batailles énormes, où les ennemis se chargeaient brutalement et répétitivement.
Après l'invention de l'artillerie et de l'aviation, les généraux ont finalement compris que de tels déplacements permettaient à l'ennemi de neutraliser des milliers d'hommes en quelques tirs bien ajustés. On privilégie alors une guerre de mouvement plus « discrète » : des petits groupes d'infanterie appuyés par de l'artillerie, des avions et des hélicoptères, progressent rapidement vers l'ennemi, à pied, transportés par hélicoptère, ou parachutés.
Lors du siège d'un fort, par exemple, on ne parle de guerre de mouvement que lorsque les assiégés font des sorties rapides et fréquentes, appuyées par le fort ; ou lorsque les assiégeant contournent le fort pour l'attaquer par deux côtés.